# Санта-Лючия-дель-Гонфалоне (титулярная диакония)
Титулярная диакония Санта-Лючия-дель-Гонфалоне (лат. Diaconia Sanctæ Luciæ de Gonfalone)— титулярная церковь была создана Папой Иоанном Павлом II в 2003 году. Титулярная диакония принадлежит церкви Санта-Лучия-дель-Гонфалоне, расположенной в районе Рима Регола, на виа деи Банки Векки.

## Список кардиналов-дьяконов и кардиналов-священников титулярной диаконии Санта-Лючия-дель-Гонфалоне
- Франческо Маркизано — (21 октября 2003 — 12 июня 2014), титулярная диакония pro illa vice (12 июня — 27 июля 2014, до смерти);
  - вакансия (2014—2018);
- Акилино Бокос Мерино — (28 июня 2018 — по настоящее время).